# 주식회사
주식회사(株式會社, Corp, Inc, Co.,Ltd., Ltd)는 사원, 즉 주주의 권리·의무에 관해서 세분화된 비율적 단위라고도 할 주식을 발행해서 각 주주는 그가 갖는 주식의 인수가액(引受價額)을 한도로 출자의무를 지는 회사이다. 주식회사는 사단성(社團性)과 법인성(法人性)이 뚜렷한 회사로서 :111 주식으로 세분화된 일정한 자본을 가진 회사이다. 각 주주는 회사의 채무에 대해서 직접의 책임은 없으므로 주주의 개성은 문제가 아니며 회사의 신용의 대상은 회사의 자본뿐이다. 이러한 이유 때문에 주식회사는 물적 회사라고 불린다.
주식회사는
1. 자본단체이며
2. 자본은 주식발행에 의해서 모아지며
3. 사원은 유한책임(有限責任)

이라는 것을 그 특색으로 한다.
주식회사를 표기할 때는 (주) 로 표기하도록 하고 있다.

## 서론
유럽 각국, 미국, 일본의 회사법을 비교연구한 크락만(Kraakman)은 주식회사의 특징은 (1) 법인격, (2) 출자자(주주)의 유한책임, (3) 지분의 자유양도성, (4) 이사회로의 경영권 위임(소유와 경영의 분리), (5) 출자자(주주)에 의한 소유, 이렇게 5가지 사항에 있다고 하면서, 이 5가지 특징을 겸비한 것이 주식회사의 기본형태라고 한다. 그리고, 시장경제를 채택한 국가에서는, 거의 모든 대규모기업들이 이러한 5가지 특징을 갖추고 있다고 지적하고 있다. :1, 5-6, 15 일본의 주식회사 가운데 소위 공개회사, 한국의 주식회사, 독일의 주식회사(AG), 프랑스의 주식회사(SA), 미국의 코퍼레이션(Corporation) 중 공개회사(public corporation), 영국의 주식유한책임회사(company limited by shares) 중에서 주식유한책임공개회사(public company limited by shares)가 이에 해당된다.
사원인 주주의 출자로 구성되는 자본은, 다시 주주에게 주식으로 분할되고, 주주는 그 주식의 인수가액을 한도로 하는 출자의무를 부담한다. 따라서 회사 채무에는 개인적으로 책임지지 않고, 회사재산만으로 책임지게 된다. 주식회사는 사원인 주주가 오로지 자본으로만 결합되는 자본단체이고, 주식을 매개로 하며 사원의 개성을 거의 상실하고, 유한의 책임을 진다는 것을 특징으로 한다. 회사라는 제도가 생겨난 지 수백 년을 경과하면서 주식회사 형태의 이용이 압도적으로 많았던 까닭은 자본이 주식을 단위로 하여 구성된다는 독특한 자본구성방식을 가지고 있어 자본집중이 용이하며, 주주가 유한책임을 지므로 사업손실의 위험을 제한할 수 있는 등 공동기업의 목적을 가장 충실히 달성할 수 있기 때문이었다. :161그러므로 주식회사의 법률적 특질로서는 자본, 주식 및 주주의 유한책임의 세 가지를 들 수 있다. :497또한 소유와 경영의 분리를 통해 경영을 합리화하게 된다.
합자회사가 사람들의 결합이면서 동시에 자본의 결합인 것에 비해, 회사의 형태 중에서 마지막으로 등장한 주식회사는 단지 자본의 결합일 뿐이다. 회사의 자본은 회사 자체에 융합된 것처럼 하나의 단일체를 이루고 있다. 사원들 내지 파트너들은 이 자본의 일부를 소유하고 있다. 그것은 지분(parts)이라고도 하고 주식(actions)이라고도 한다. 영국에서는 이 회사를 조인트 스톡 컴퍼니(Joint Stock Company)라고 부르는데 이때 스톡이란 자본 또는 자금이라는 뜻을 가지고 있다.

### 한국의 경우
2008년 말 기준으로 법인세 신고를 한 총 398,331개 회사 중에서 주식회사가 379,339개(93.23%)， 유한회사가 14,433개(3.63%)， 합자회사가 3,736개(0.94%). 합명회사가 803개(0.20%)이다. 이 중에서 비상장법인이 396,382개(99.36%) 주권상장법인이 751 개(0.19%) 코스닥상장법인이 998개(0.23%)이다(국세청，국세통계연보). 현재 국내기업 중자본금 10억원 미만인 소규모주식회사는 전체 주식회사의 대략92%를 차지하고 있다.

### 주식회사의 경제적 기능
주식회사는 자본의 결합과 위험의 분산이라는 경제적 기능을 갖는다.

#### 자본의 결합
기업은 자본의 대소를 불문하고 모두 자본을 필요로 하는데, 주식회사는 사원의 지분(持分)이 세분화된 다수의 주식으로 분할되고, 그 주식은 증권화된 주권(株券)이라는 유가증권이 되어 자유로이 양도되므로 출자자(出資者)는 자본의 회수가 용이하며, 또한 출자단위로서의 주식의 발행가액은 일반적으로 소액이므로 일반 공중도 출자자로서 기업에 참가할 수가 있으며 자본의 집중을 용이하게 할 수 있다. 그러므로 대자본을 필요로 하는 기업은 거의가 다 주식회사의 형태를 취해서 영위되는 것이다.

#### 위험의 분산
기업은 이익을 낳는 반면 손실을 초래할 위험도 있다. 주식회사는 많은 주식을 발행해서 다수의 주주를 갖는 것이 보통이므로 주주로서는 사업에 의한 이익의 분배액은 적지만, 반면 사업에 의한 손실의 위험도 분담된다. 이런 이유에서 위험을 수반하는 기업, 예를 들면 해운사업이라든가 항공사업이라든가 보험업 같은 사업은 모두 주식회사의 형태를 취해서 영위되는 것이다.

### 자본
자본은 원칙적으로 사원(社員)의 출자에 의하여 이루어지는 일정한 기금인 수액(數額)이며, 회사재산을 회사에 보유시키는 최소한도를 표시하는 것이다.:497 즉, 주식회사에서 자본은 원칙적으로 "발행주식의 가액총액"(대한민국 상법 제451조)이다. 이에 대한 예외로 상환주식의 상환(대한민국 상법 제345조)과 주식의 이익소각(대한민국 상법 제343조 단서)이 있다.

### 주식
주식(株式, Shares, Stocks)이란 사원인 주주가 주식회사에 출자한 일정한 지분 또는 이를 나타내는 증권을 말한다. 주식회사의 지분인 주식과 인적회사의 지분은 모두 사원의 지위를 의미한다는 점에서는 같으나, 주식은 지분이 균등한 비율적 단위로 세분화되고 1인이 복수의 지분을 갖는다는 점에서(지분복수주의) 유한회사의 지분과 같고, 각 사원이 1개의 지분을 갖고(지분단일주의) 다만 그 지분의 양이 각 사원의 출자액에 따라 다른 인적회사의 지분의 경우와 다르다. 주식(독일어: Aktie, share, stock)이란 말은 어원적으로는 회사에 대한 사원의 청구권을 의미하지만, 오늘날 주식이라고 할 때에는 1. 자본의 구성부분(상법 제329조 제2항, 제464조 등), 2. 사원의 지위(사원권 또는 주주권, 상법 제335조 등)이라는 의미를 갖는다. :217~218 :593
주식이라는 말이 때에 따라서는 "주주권을 표창하는 유가증권"을 의미하는 뜻으로도 사용되는 경우가 있으나, 상법은 이를 "주권(株券)"으로 명백히 구별하여 표현하고 있어(상법 제335조 2항, 제336조) 주권을 의미하는 뜻으로 주식이라는 용어를 사용하는 것은 잘못된 용어이거나 또는 통속적인 의미밖에 없다. :593

### 주주의 유한책임
사원, 즉 주주는 회사에 대하여 주식의 인수가액을 한도로 출자의무를 부담할 뿐(대한민국 상법 제331조) 회사채무에 대하여는 아무런 책임도 부담하지 않는다. 따라서 "책임"을 합명회사나 합자회사에서처럼 대외적인 것으로 이해한다면 주주의 책임은 무책임이라 할 수 있다. 이러한 주주의 유한책임제도는 주식회사제도의 본질적인 요소로서 정관이나 주주총회의 결의로써도 가중시킬 수 없다. 그리고 주식회사에 있어서의 출자는 전액납입주의를 취하므로(대한민국 상법 제305조, 제421조) 일단 납입하여 주주가 된 자나 주식을 승계취득한 자는 그 이상 아무런 책임을 지지 않고 오직 회사에 대하여 권리만을 가질 뿐이다. 즉 주주의 유한책임이란 것도 엄밀하게는 주식인수인으로서의 책임이지 주주의 책임은 아니다. :164

## 설립
주식회사는 그 구성원인 주주와는 다른 별개의 법인격이 부여된다. 주식회사의 설립에는 3명 이상의 발기인이 모여 회사의 설립을 목적으로 하는 발기인조합계약을 체결하고, 이 계약의 이행으로 설립절차를 집행하게 된다. 절차에는 정관의 작성과 자본을 제공할 사원의 확정, 기관의 구성 등이 요구된다. 이러한 조건이 갖추어지면 설립 등기에 의하여 법인격이 인정된 주식회사가 성립하게 된다. 주식회사 설립에는 설립자(設立者)가 회사 설립시에 발행하는 주식의 총수를 인수하여 설립하는 경우(발기설립, 發起設立)와 발기인이 일부만을 인수하고 나머지 주식에 대해서는 주주를 모집하여 설립하는 경우(모집설립, 募集設立)가 있다.
대한민국 상법은 이러한 주식회사가 남설되거나 부실함에 따른 피해를 막기위하여 주식회사의 최저 자본제도를 규정하고 있다. 주식회사의 자본은 5천만 원 이상이어야 한다는 규정이 있었으나 2009년 5월의 상법 개정에 의하여 이 최저자본금 제도는 폐지되었다.(상법 제329조).

### 발기인
발기인(發起人)은 주식회사의 설립자로서 정관에 발기인으로 기명날인 또는 서명한 자를 말한다. 발기인은 3인 이상이 있어야 하지만 설립기획의 처음부터 정관에 기명날인할 때까지 계속해서 이 인원수가 갖추어져 있어야 함을 요하지 않고, 공증인(公證人)에게 정관의 인증(認證)을 받을 때에 3인 이상 있으면 족한 것이다. 발기인이 될 수 있는 자격에 대해서는 상법에 특별한 제한이 없으므로 무능력자라도 발기인이 될 수 있다. 발기인은 서면에 의하여 주식을 인수하여야 하며, 의사록을 작성하여 의사의 경과와 그 결과를 기재하고 기명날인 또는 서명하여야 하며, 설립중의 회사의 기관으로서 설립에 필요한 일체의 행위를 할 직무권한을 가지며, 그의 행위에 의한 권리·의무은 회사가 설립함과 동시에 회사에 귀속하지만, 회사 불성립의 경우에는 발기인에 귀속한다(326조).

### 발기인조합
발기인조합(發起人組合)은 주식회사의 설립이라는 사업을 목적으로 하는 발기인 사이의 계약이며, 이 계약의 이행으로서 회사의 정관 기타의 설립절차가 수행되는 것이다. 발기인조합은 민법의 조합에 관한 규정의 적용을 받고, 발기인은 원칙적으로 업무집행의 권리를 갖고 의무를 지는데 조합의 규약으로서 1인 또는 수인을 업무집행자로 정할 수가 있다. 그러므로 회사가 설립되거나 혹은 불성립되면 설립중의 회사의 기관은 소멸하지만, 회사가 불성립되어도 발기인조합은 해산되지 않는다.

### 정관의 작성
주식회사는 발기설립의 경우이든 모집설립의 경우이든 그 설립의 첫 단계는 발기인에 의한 정관의 작성에서 시작된다. :516

### 자본과 기관의 구성
- 기관의 종류- 이사회, 대표이사, 주주총회, 감사(감사위원회)
- 이사회와 감사의 직무범위

- 이사회의 업무집행감독권과 감사의 업무감사권과의 상관관계
- 이사회의 업무집행감독권은 적법성은 물론이고 타당성의 조사에까지 미치나, 감사의 업무감사권은 적법성감사에 국한(통설)

#### 모집 설립

##### 배정
배정(配定)이라 함은 주식을 인수하고자 하는 자의 청약에 대한 발기인의 행위로서 청약과 배정으로서 주식인수가 성립한다. 주식인수의 청약에 대하여 발기인은 배정방법을 미리 공고하지 않은 이상 자유로이 배정할 수 있다.(배정자유의 원칙). 이와 같이 발기인에게 배정자유를 인정하는 이유는, 발기인은 청약자의 납입능력, 주주 간의 세력 균형 등을 고려하여 배정할 필요가 있기 때문이다. 또한 주식청약자는 아직 주주가 아니므로 이 경우에 주주평등의 원칙이 적용되지도 않는다.

## 주식의 증감

### 주식의 양도

#### 명의개서
명의개서(名義改書)란 권리자의 변경에 따라 장부 또는 증권의 명의인의 표시를 고쳐 쓰는 행동을 말하는 회사법의 개념이다. 기명식증권(記名式證券)의 권리이전의 사실을 공시하여 제3자에게 대항할 수 있도록 하기 위해 이루어진다. 주식회사에 있어서, 주주명부에는 주주의 성명과 주소, 각 주주가 가진 주식의 종류와 그 수, 주권의 번호, 각 주식의 취득연월일을 기재하는데(대한민국 상법 제352조 제1항 1호~3호), 주식의 이전으로 주주가 교체되었을 경우 그 취득자를 주주명부에 주주로 기재하는 것을 말한다.

### 주식의 증가 (신주발행)
신주발행(新株發行, new issuance)이란 넓게는 회사설립 이후에 이루어지는 일체의 주식발행을 뜻하나, 좁게는 자금조달을 목적으로 하는 신주발행, 즉 통상의 신주발행을 뜻한다.:677~678

#### 보통의 신주발행
보통의 신주발행(新株發行)이란 회사성립 후 회사의 자금조달을 직접적인 목적으로 수권주식총수의 범위 내에서 미발행주식을 발행하는 것을 말한다. :865

## 주식회사의 기관
주식회사의 기관에는 반드시 설치하지 않으면 안 되는 기관으로서 주주총회·이사회·감사가 있고, 임의적인 기관으로서 검사인이 있다.

### 기업의 소유와 경영의 분리
합명회사 등의 이른바 인적 회사에 있어서는 사원상호간에 인적 신용이 있으며, 사원의 수도 비교적 소수이므로 회사의 기관은 분화되어 있지 않고, 기업소유자인 사원이 스스로 업무집행에 임하는 것이 원칙으로서 기업소유와 기업경영이 동일인의 수중에 있는 것이 일반적이다. 이에 반하여 주식회사에 있어서는 사원의 인적 조건에 중점을 두고 있지 않으므로 사원의 수도 비교적 다수인 경우가 많고, 따라서 사원이 스스로 업무집행에 임함을 원칙으로 하는 것은 적당하지 않다. 그리하여 주식회사에 있어서는 기관 상호의 분화가 뚜렷하여, 회사경영에 관한 사원자격과 기관자격이 명확하게 분리되어 있으며 제도상으로는 기업의 소유와 경영의 분리가 명확하다. 즉 주식회사의 기관 중 주주총회를 제외하고는 법률성 사원자격과 관련을 가진 것이 없다. 또한 사원자격이 결부되어 있는 주주총회에 대하여서는 일반투자가들은 극히 냉담하며, 그 대다수는 주주총회에 출석하지 않는 것이 일반적 현상이므로 실제상의 기업의 소유와 경영의 분리는 한층 현저하게 된다. 이와 같은 주주총회의 유명무실화에 따라서 또한 기업활동을 능률적으로 하기 위하여서 현행 상법은 주주총회의 권한을 대폭 이사회에 넘기는 반면 특히 소주주(小株主)를 보호하기 위하여 여러 가지의 조치를 강구하고 있다.

### 주주총회
주주총회(株主總會)는 주주전원에 의하여 구성되고 회사의 기본조직과 경영에 관한 중요한 사항을 의결하는 필요적 기관이다. 주주총회는 형식상으로는 주식회사의 최고기관이며, 그 결의는 이사회를 구속하는 것이나, 총회가 결의할 수 있는 사항은 법령 또는 정관에 정하는 바에 한정된다(361조). 이 정관의 규정에 의하여 총회의 권한은 어느 정도 확대 또는 축소된다. 이와 같이 총회는 회사의 내부에 있어서 그 의사를 결정하는 것이 그 임무이며 대표이사와 같이 회사를 대표하거나 회사업무를 집행하는 것은 아니다. 주주총회는 소집시기에 따라서 정기총회와 임시총회로 나뉜다. 정기총회는 매년 1회의 일정한 시기에 또 연 2회 이상의 결산기를 정하는 회사에서는 매결산기에 소집되며(365조 1항·2항), 임시총회는 필요에 따라 수시로 소집된다(365조 3항). 주주총회의 소집은 상법에 별다른 규정이 있는 경우를 제외하고는 이사회가 결정하고(362조), 이 결정에 기하여 대표이사가 구체적인 소집절차를 밟게 된다. 주주총회를 소집함에는 회일(會日)을 정하여 2주 전에 의결권이 없는 주주를 제외한 각 주주에 대하여 서면(書面)으로 통지를 발송하여야 하고, 그 통지서에는 회의의 목적사항을 기재하여야 한다(363조 1항·2항·4항). 또 무기명주식을 발행한 경우에는 의결권이 없는 주주를 제외하고 회일의 3주 전에 총화를 개최한다는 뜻과 회의의 목적사항을 공고하여야 한다(363조 3항·4항). 주주총회는 정관에 다른 정함이 있는 경우를 제외하고는 본점의 소재지 또는 이에 인접한 곳에서 소집하여야 한다(364조). 주주총회의 결의사항은 보통결의, 특별결의, 특수결의 등이 있다.

### 이사
이사란 주식회사의 업무집행의 의사 결정기관인 이사회를 구성하는 일원(一員)을 말한다. 개개의 이사가 회사의 기관이냐 아니냐 하는 점에 대해서는 다툼이 있으나 다수설은 이를 부정하고 있다. 이사회와 대표이사가 주식회사의 업무집행기관이며, 이사는 회사 외의 구성원인 동시에 대표이사로 선임되기 위한 전제가 된다. 이사의 선임은 주주총회의 전속적 결의사항이다(대한민국 상법 제382조 1항). 선임결의는 원칙상 보통 결의방법에 의하나 이사의 선임은 주주의 이해에 관계가 크므로 결의의 요건을 경감 또는 배제하지 못한다(대한민국 상법 제384조). 이사의 법정 최소한은 3명이며(대한민국 상법 제383조 1항), 그 임기는 3년을 최장기(最長期)로 한다(대한민국 상법 제383조 2항). 그러나 재선(再選)되어도 상관 없다. 이사는 언제든지 사임할 수 있다(대한민국 민법 제689조). 또 총회는 언제든지 이사를 해임할 수 있으나 정당한 이유가 없을 때에는 회사는 손해를 배상하여야 한다(대한민국 상법 제385조 1항).

### 위원회

#### 대한민국
대한민국 상법은 이사회 내 감사위원회를 둘 수 있도록 허용하고 있다. 감사위원회는 3명 이상의 이사로 이루어지며, 이중 2/3 이상이 사외이사로 이루어져야 한다. (대한민국 상법 제 415조의 2)

#### 일본
일본 회사법상, 회사는 정관의 정함에 의하여 위원회설치회사가 될 수 있다. 위원회설치회사는 지명위원회, 보수위원회 및 감사위원회를 설치하여야 한다. 각 위원회는 3인 이상으로 조직하며, 그 과반수는 사외이사이어야 한다. 신Corporate Governance원칙 (일본 Corporate Governance Forum, 2006)에 의하면, 위원회설치회사가 아닌 경우에도 법률상 요구되지는 않지만, (1) 독립사외이사 2인 이상의 선임 (2) 3명 이상으로 조직되고 과반수가 사외이사인 지명위원회 및 보수위원회의 설치를 권고하고 있다.

#### 미국
미국은 NYSE rules(NASDAQ rules)에 따라 지명/지배구조위원회 및 보상위원회에 사내이사가 참여하지 않는다.

## 같이 보기
- 공개회사
- 합명회사
- 합자회사
- 유한회사